# Werner Strassmann
Werner Strassmann (* 1935; † 2. März 2022) war ein Schweizer Musiker, Dirigent, Arrangeur und Musikinstruktor.
Strassmann studierte Klavier und Horn am Konservatorium und an der Musikhochschule in Zürich und Conservatoire National Supérieur de Musique in Paris. 1960–63 war er in Algerien und verpflichtete sich als 1. Solo-Hornist an der Opéra in Oran. Am Conservatoire leitete er dort die Horn- und Kammermusikklasse. Nach seiner Rückkehr in die Schweiz liess er sich vom Musikdirektor Heinrich Steinbeck in Arbon zum Dirigenten ausbilden. In den Radioorchestern Monte Ceneri und Beromünster und im Orchester des Stadttheaters in St. Gallen spielte er Horn. Er dirigierte verschiedene Musikgesellschaften und war während 32 Jahren hauptamtlicher Musikinstruktor bei der Schweizer Armee. Von 1977 bis 2002 dirigierte Werner Strassmann die international bekannte Polizeimusik Zürich-Stadt und führte die Musik u. a. in den Vereinigten Staaten an der Rose Parade in Pasadena (Kalifornien) oder am Internationalen Musik-Festival in Sydney (Australien) zu grossem Erfolg. 1994 wurde er für seine musikalischen Verdienste mit dem Goldenen Violinschlüssel ausgezeichnet.